# Michael Schmidt-Salomon

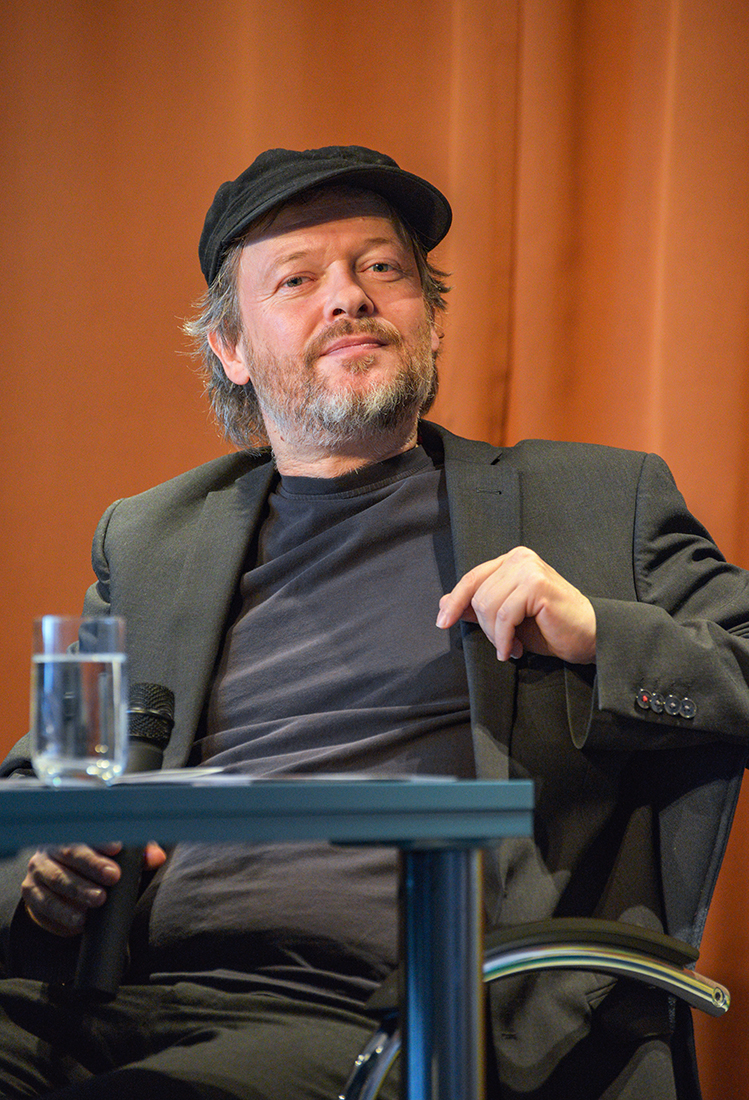
Michael Schmidt-Salomon (2018)

Michael Schmidt-Salomon (n. 1967 în Trier) este un filosof și scriitor german ateu cunoscut prin activitatea publicistică. Este purtătorul de cuvânt al Fundației Giordano Bruno.

## Publicații
- Auf dem Weg zur Einheit des Wissens. Die Evolution der Evolutionstheorie und die Gefahren von Biologismus und Kulturismus. Alibri-Verlag, Aschaffenburg 2007, ISBN 3-86569-200-1
- Wo bitte geht’s zu Gott? fragte das kleine Ferkel. Ein Buch für alle, die sich nichts vormachen lassen. (Mit Helge Nyncke). Alibri-Verlag, Aschaffenburg 2007, ISBN 3-86569-030-0
- Die Kirche im Kopf. Von "Ach Herrje!" bis "zum Teufel!". (mit Carsten Frerk). Alibri-Verlag, Aschaffenburg 2007, ISBN 3-86569-024-6
- Manifest des evolutionären Humanismus. Plädoyer für eine zeitgemäße Leitkultur. Arhivat în 5 mai 2008, la Wayback Machine. 2. erweiterte Auflage, Alibri-Verlag, Aschaffenburg 2006, ISBN 978-3865690111
- Stollbergs Inferno. Alibri-Verlag, Aschaffenburg 2003, ISBN 978-3932710490
- Erkenntnis aus Engagement. Alibri-Verlag, Aschaffenburg 1999, ISBN 978-3932710605